# Debido proceso
El debido proceso es un principio jurídico por el cual el Estado debe respetar todos los derechos legales que posee una persona según la ley. El debido proceso es un principio jurídico procesal según el cual toda persona tiene derecho a ciertas garantías mínimas (también conocidas como garantías procesales), tendentes a asegurar un resultado justo y equitativo dentro del proceso, a permitirle tener oportunidad de ser oído y a hacer valer sus pretensiones legítimas frente al juez. El debido proceso establece que el gobierno está subordinado a las leyes del país que protegen a las personas del estado. Cuando el gobierno daña a una persona sin seguir exactamente el curso de la ley incurre en una violación del debido proceso lo que incumple el mandato de la ley.
En repúblicas y estados que son estados constitucionales para garantizar los derechos adquiridos y la vulneración de estos existen los tribunales de garantías constitucionales que son organismos estatales en los cuales su principio natural es hacer respetar los derechos establecidos en la Constitución.
El debido proceso se ha interpretado frecuentemente como un límite a las leyes y los procedimientos legales (véase Debido proceso fundamental) por lo que los jueces, no los legisladores, deben definir y garantizar los principios fundamentales de la imparcialidad, justicia y libertad. Esta interpretación resulta controvertida, y es análoga al concepto de justicia natural y a la justicia de procedimiento usada en otras jurisdicciones. Esta interpretación del proceso debido se expresa a veces como que un mandato del gobierno no debe ser parcial con la gente y no debe abusar físicamente de ellos.
El término procede del derecho anglosajón, en el cual se usa la expresión "due process of law" (traducible como "debido proceso legal"). Procede de la cláusula 39 de la "Magna Carta Libertatum" (Carta Magna), texto sancionado en Londres el 15 de junio de 1215 por el rey Juan I de Inglaterra, más conocido como Juan sin Tierra. Cuando las leyes inglesas y americanas fueron divergiendo gradualmente, el proceso debido dejó de aplicarse en Inglaterra, pero se incorporó a la Constitución de los Estados Unidos en la V y la XIV Enmiendas.
Toda persona para la determinación de sus derechos y obligaciones de orden civil, laboral, fiscal o de cualquier otro carácter tiene derecho a garantías del debido proceso que se encuentran consagradas para los países americanos por los artículos 7 a 9 y 25 de la Convención Americana sobre Derechos Humanos, en el Pacto Internacional de Derechos Civiles y Políticos (arts. 2, 3 y 14), la Declaración Americana de los Derechos y Deberes del Hombre (art. XVIII, Derecho de Justicia) y la Declaración Universal de Derechos Humanos (arts. 8, 9, 10 y 11).
El debido proceso penal es el conjunto de etapas formales secuenciadas e imprescindibles realizadas dentro un proceso penal por los sujetos procesales cumpliendo los requisitos prescritos en la Constitución con el objetivo de que: los derechos subjetivos de la parte denunciada, acusada, imputada, procesada y, eventualmente, sentenciada no corran el riesgo de ser desconocidos; y también obtener de los órganos judiciales un proceso justo, pronto y transparente
Este principio procura tanto el bien de las personas, como de la sociedad en su conjunto:
- Las personas tienen interés en defender adecuadamente sus pretensiones dentro del proceso.
- La sociedad tiene interés en que el proceso sea realizado de la manera más adecuada posible, para satisfacer las pretensiones de justicia que permitan mantener el orden social.

## Derecho al debido proceso
En vista de que el Estado, por vía del Poder o Rama Judicial toma para sí el control y la decisión respecto a conflictos que tengan que ver con la interpretación o violación de la ley y que de dichos conflictos una persona puede resultar sancionada o lesionada en sus intereses, se hace necesario que en un Estado de derecho, toda sentencia judicial deba basarse en un proceso previo legalmente tramitado que garantice en igualdad las prerrogativas de todos los que actúen o tengan parte en el mismo. Quedan prohibidas, por tanto, las sentencias dictadas sin un proceso previo. Esto es especialmente importante en el área penal. La exigencia de legalidad del proceso también es una garantía de que el juez deberá ceñirse a un determinado esquema de juicio, sin poder inventar trámites a su gusto, con los cuales pudiera crear un juicio amañado que en definitiva sea una farsa judicial.
No existe un catálogo estricto o limitativo de garantías que se consideren como pertenecientes al debido proceso. Sin embargo, en general, pueden considerarse las siguientes como las más importantes:

### Derecho al juez natural
El contenido esencial del derecho señala la prohibición de establecer un órgano jurisdiccional ad-hoc para el enjuiciamiento de un determinado tema, lo que la doctrina denomina"tribunales de excepción". Como consecuencias adicionales se establece el requisito que todos los órganos jurisdiccionales sean creados y constituidos por ley, la que los inviste de jurisdicción y competencia. Esta constitución debe ser anterior al hecho que motiva el proceso y debe contar con los requisitos mínimos que garanticen su autonomía e independencia.
Este derecho va de mano con lo que es la predictibilidad que debe garantizar un sistema jurídico ya que los particulares deben estar en la concreta posibilidad de saber y conocer cuáles son las leyes que los rigen y cuáles los organismos jurisdiccionales que juzgaran los hechos y conductas sin que esa determinación quede sujeta a la arbitrariedad de algún otro órgano estatal.

### Derecho a un juez imparcial
No puede haber debido proceso si el juez es tendencioso. El juez debe ser equidistante respecto de las partes, lo que se concreta en la llamada "bilateralidad de la audiencia". Para evitar estas situaciones hay varios mecanismos jurídicos:
- La mayor parte de las legislaciones contemplan la posibilidad de recusar al juez que no aparezca dotado de la suficiente imparcialidad, por estar relacionado de alguna manera (vínculo de parentesco, afinidad, amistad, negocios, etc.) con la parte contraria en juicio.

- Una de las garantías básicas en el estado de derecho, es que el tribunal se encuentre establecido con anterioridad a los hechos que motivan el juicio y, además, atienda genéricamente una clase particular de casos y no sea, por tanto, un tribunal ad hoc creado especialmente para resolver una situación jurídica puntual.

### Legalidad de la sentencia judicial
En el área civil, la sentencia judicial debe ceñirse a lo pedido por las partes en el proceso, lo que se concreta en la proscripción de la institución de la ultra petita. En el área penal, la sentencia judicial solo puede establecer penas establecidas por la ley, por delitos también contemplados por la misma.

### Derecho a asistencia letrada
Toda persona tiene derecho a ser asesorado por un especialista que entienda de cuestiones jurídicas (generalmente un abogado). En el caso de que la persona no pueda procurarse defensa jurídica por sí misma, se contempla la institución del defensor o abogado de oficio, designado por el Estado, que le procura ayuda jurídica gratuita.
Con la finalidad de garantizar que cualquier particular inmerso en un proceso judicial pueda contar con las mejoras formas de defender su derecho (y de estar realmente informado del verdadero alcance del mismo) es que se consolida dentro del derecho al debido proceso el derecho de toda persona a contar con el asesoramiento de un letrado (abogado), una persona versada en Derecho. De esa forma se busca garantizar el cumplimiento del principio de igualdad y el uso efectivo del derecho de contradicción.
Existen algunos sistemas jurídicos donde esta garantía es irrenunciable, debiendo los particulares contar siempre con la asesoría de un abogado. Sin embargo existen también sistemas jurídicos que liberalizaron el principio estableciendo la obligación solo en determinadas materias (Derecho penal). El derecho se consideraría vulnerado si a algún particular no se le permitiera asesorarse mediante un abogado aunque también se señala que se causaría una vulneración al mismo cuando la asesoría brindada (principalmente en el caso de abogados de oficio brindados por el estado) no ha sido la idónea.
Dentro de este derecho, se podría identificar dos caracteres:
- El derecho a la defensa de carácter privado, concretado en el derecho de los particulares a ser representados por profesionales libremente designados por ellos.
- El derecho a la defensa de carácter público, o derecho del justiciable a que le sea proporcionado letrado de oficio cuando fuera necesario y se encontrase en uno de los supuestos que señala la ley respectiva.

### Derecho a usar la propia lengua y a ser auxiliado por un intérprete
Basado en el reconocimiento al derecho fundamental de la identidad cultural, se señala que toda persona tiene el derecho de ser escuchada por un Tribunal mediante el uso de su propia lengua materna. Asimismo, en el caso de que una persona comparezca ante un tribunal cuya lengua oficial no es la natural, tiene el derecho a ser asistido por un intérprete calificado.
Este derecho adquiere peculiar significado en zonas geográficas donde la variedad lingüística es amplia (principalmente Europa donde es recogido por el Convenio Europeo de Derechos Humanos y por el Pacto Internacional de Derechos Civiles y Políticos). Sin embargo, su contenido no solo se entiende a nivel internacional sino incluso nacional en el caso de que dentro de un país exista más de una lengua oficial o la Constitución del mismo reconozca del derecho de las personas de usar su lengua materna. las reglas del Debido Proceso influyen y se aplican a las actuaciones y formalidades realizadas por aquellas personas que accionan activamente en justicia sea en calidad de demandantes, acusadores privados, querellantes, etc., así también se aplican a los actos procesales de aquellos individuos que son sujetos a dicha acción, por ejemplo los justiciables, imputados o demandados. Por lo que las normas del Debido Proceso deben beneficiar igualitariamente a todas las partes en un Proceso Judicial, sean demandantes o fueren demandados o acusados.

### Garantías de doble instancia y doble conforme
En la América, el debido proceso exige cumplir las garantías de doble instancia y doble conforme. El principio de doble instancia exige que al menos dos jueces o dos tribunales en instancias sucesivas examinen y se pronuncien en un caso judicial, a fin de reducir las posibilidades de error o arbitrariedad judicial. Con el mismo fin, el doble conforme ha sido adoptado para los casos penales, exigiendo que para que exista una condena válida, no basta que un juez o un tribunal considere culpable a la persona acusada, sino que es necesario que un segundo juez o tribunal llegue a la misma conclusión.
Las garantías han sido formuladas en la Convención Americana sobre Derechos Humanos (Pacto de San José) en su artículo 8.2, inciso h), que dice que "Toda persona inculpada de delito tiene... h) derecho de recurrir del fallo ante juez o tribunal superior". La Corte Interamericana de Derechos Humanos (CIDH) confirmó y dio formulación precisa a estas garantías en el caso “Mohamed vs. Argentina”, del 23 de noviembre de 2012.

## El problema de asegurar el debido proceso a las personas
La institución del debido proceso fue una conquista de la Revolución francesa, en contra de los jueces venales y corruptos que aplicaban la voluntad del rey y no la justicia. En ese sentido, dentro del moderno estado de derecho, se entiende que todas las personas tienen igual derecho al acceso a la justicia.
Sin embargo, ello no siempre se condice con las condiciones del mundo actual. Es que, en algunas situaciones los jueces se ven influenciados por la promoción, publicidad y consecuencias que pudieren tener sus actos. Además, no siempre las partes están en equivalencia de condiciones, debido a que el litigante con mayores recursos tendrá la oportunidad de contratar mejores abogados, mientras que los litigantes de menores recursos dependerán muchas veces de defensores de oficio ofrecidos por el Estado, que se encargan de una gran cantidad de casos y cuentan con reducidos recursos.
Por otra parte, el acceso del ciudadano común y corriente a la justicia se ve dificultado por el hecho de que el quehacer jurídico genera su propia jerga o argot, lleno de términos difíciles de comprender para el profano y que, por tanto, no siempre entiende con claridad qué es lo que sucede dentro del proceso.
Todas estas situaciones desvirtúan el debido proceso y son materia de debate en la actualidad. Generan, en consecuencia, una constante búsqueda de soluciones para resolver la cuestión.

## Regulación por país

### Argentina
La Constitución Nacional establece en su artículo 18 los principios fundamentales del derecho al debido proceso:
Art. 18.- Ningún habitante de la Nación puede ser penado sin juicio previo fundado en ley anterior al hecho del proceso, ni juzgado por comisiones especiales, o sacado de los jueces designados por la ley antes del hecho de la causa. Nadie puede ser obligado a declarar contra sí mismo; ni arrestado sino en virtud de orden escrita de autoridad competente. Es inviolable la defensa en juicio de la persona y de los derechos. El domicilio es inviolable, como también la correspondencia epistolar y los papeles privados; y una ley determinará en qué casos y con qué justificativos podrá procederse a su allanamiento y ocupación. Quedan abolidos para siempre la pena de muerte por causas políticas, toda especie de tormento y los azotes. Las cárceles de la Nación serán sanas y limpias, para seguridad y no para castigo de los reos detenidos en ellas, y toda medida que a pretexto de precaución conduzca a mortificarlos más allá de lo que aquella exija, hará responsable al juez que la autorice.
De acuerdo con la jurisprudencia de la Corte Suprema de Justicia de la Nación, el derecho al debido proceso incluye la garantía de ser juzgado en un plazo razonable.

### República Dominicana
En la República Dominicana la Constitución proclamada en 2015 el debido proceso se encuentra en el artículo 69 de la misma al enunciar:
Tutela judicial efectiva y debido proceso. Toda persona, en el ejercicio de sus derechos e intereses legítimos, tiene derecho a obtener la tutela judicial efectiva, con respeto del debido proceso que estará conformado por las garantías mínimas que se establecen a continuación: 
1)  El derecho a una justicia accesible, oportuna y gratuita; 
2)  El derecho a ser oída, dentro de un plazo razonable y por una jurisdicción competente, independiente e imparcial, establecida con anterioridad por la ley; 
3)  El derecho a que se presuma su inocencia y a ser tratada como tal, mientras no se haya declarado su culpabilidad por sentencia irrevocable; 
4)  El derecho a un juicio público, oral y contradictorio, en plena igualdad y con respeto al derecho de defensa; 
5)  Ninguna persona puede ser juzgada dos veces por una misma causa; 
6)  Nadie podrá ser obligado a declarar contra sí mismo; 
7)  Ninguna persona podrá ser juzgada sino conforme a leyes preexistentes al acto que se le imputa, ante juez o tribunal competente y con observancia de la plenitud de las formalidades propias de cada juicio; 
8) Es nula toda prueba obtenida en violación a la ley; 
9) Toda sentencia puede ser recurrida de conformidad con la ley. El tribunal superior no podrá agravar la sanción impuesta cuando sólo la persona condenada recurra la sentencia; 
10) Las normas del debido proceso se aplicarán a toda clase de actuaciones judiciales y administrativas.

### Chile
La Constitución chilena establece en el artículo 19 N° 3 que se garantiza a toda persona La igual protección de la ley en el ejercicio de sus derechos. Este numeral desarrolla luego una serie de garantías relativas a este derecho, que son:
- Derecho a la defensa jurídica y a la intervención del juez (incisos 2°, 3° y 4°).
- Juez natural y anterior al hecho, y prohibición de comisiones especiales (inciso 5°)
- Legalidad del proceso (inciso 6°)
- No presunción de derecho de la responsabilidad penal (inciso 7°)
- En materia penal, ley previa y expresa (incisos 8° y 9°)

El derecho está tutelado por distintas acciones constitucionales. Ante el Tribunal Constitucional se puede solicitar, por los órganos colegisladores, la anulación de proyectos de ley, tratados internacionales, decretos del Presidente y autos acordados de los tribunales superiores.
También ante el Tribunal Constitucional, las partes de un proceso pueden solicitar que se declare la inaplicabilidad por inconstitucionalidad de un precepto que vulnere alguno de los aspectos del debido proceso.
Además, el artículo 20 de la Constitución permite el ejercicio recurso de protección contra actos u omisiones ilegales o arbitrarios que vulneren la garantía de prohibición de comisiones especiales.

### España
El derecho a un debido proceso se trata de una garantía constitucional consagrada por el art. 24.2 Constitución española, aplicable a todos los órdenes jurisdiccionales, tanto a los ordinarios como a los militares o a los sancionadores. Los antecedentes más remotos del proceso están en la Carta Magna, otorgada por Juan Sin Tierra en 1215, en la que se establecía el derecho a un juicio legal por los pares, conforme a la ley de la tierra. Pero la formación del debido proceso se sustentó fundamentalmente en los textos ilustrados; la Declaración de Derechos de Virginia (1776), Declaración de Derechos del Hombre y del Ciudadano (1789), etc.
En España, la Constitución de 1812 se hizo eco de todos estos antecedentes, y a raíz de ella, todos los textos constitucionales posteriores han ido recogiendo la regulación del debido proceso. La Constitución Española de 1978 lo recoge en su art. 24.2, cuya eficacia vincula tanto a poderes públicos como a ciudadanos, y puede ser alegado directamente ante los tribunales, sin necesidad de desarrollo legislativo. Las garantías que contiene el art. 24.2 se reflejan en otros preceptos constitucionales: el art. 117, 118, etc., incluso alcanzan una dimensión supraestatal, pues este derecho ha sido reconocido en diversos tratados internacionales suscritos por España; Declaración Universal de Derechos Humanos (1948), Pacto Internacional de Derechos Civiles y Políticos (1966), etc. Estos tratados deben entenderse como parte integrante del ordenamiento jurídico interno, a tenor de lo dispuesto por el art. 10 de la Constitución.
La jurisprudencia del Tribunal Constitucional ha sido muy amplia. El contenido del derecho al debido proceso ha sido relacionado con otros derechos; a la defensa, a no declarar contra sí mismo, a la tutela judicial efectiva, etc. Sin embargo, toda norma procesal debe tener en cuenta a la hora de regular el debido proceso una doble dimensión:
- Orgánica, vinculada a la potestad jurisdiccional. Desde el punto de vista orgánico, la principal garantía a la que se refiere es la del juez ordinario predeterminado por la ley.
- Procesal, ligada al desarrollo de la actividad o función jurisdiccional. Desde el punto de vista procesal, la principal garantía es la del derecho de defensa en sentido amplio que ha configurado el Tribunal Constitucional, como interdicción de la indefensión. Esta garantía procesal es el centro de todas las demás.